# Veude (affluent de l'Indre)
Pour les articles homonymes, voir Veude (homonymie).
 (février 2017).
La Veude est une rivière française du département Indre-et-Loire, dans la région Centre-Val-de-Loire, et un affluent gauche de l'Indre, c'est-à-dire un sous-affluent du fleuve la Loire.

## Géographie
De 13,9 kilomètres de longueur, la Veude prend sa source dans la commune de Saint-Benoît-la-Forêt, en France, près du lieu-dit le Chêne du Poteau.
Elle coule globalement de l'est vers l'ouest. Sur la commune d'Huismes, ses deux bras parallèles s'appellent la Riasse et le Douay.
La Veude conflue à l'ouest d'Huismes sur la rive gauche de l'Indre, à 36 mètres d'altitude.

### Communes traversées
La Veude traverse trois communes, soit de l'amont vers l'aval : Saint-Benoît-la-Forêt (37), Huismes (37), Avoine (37).

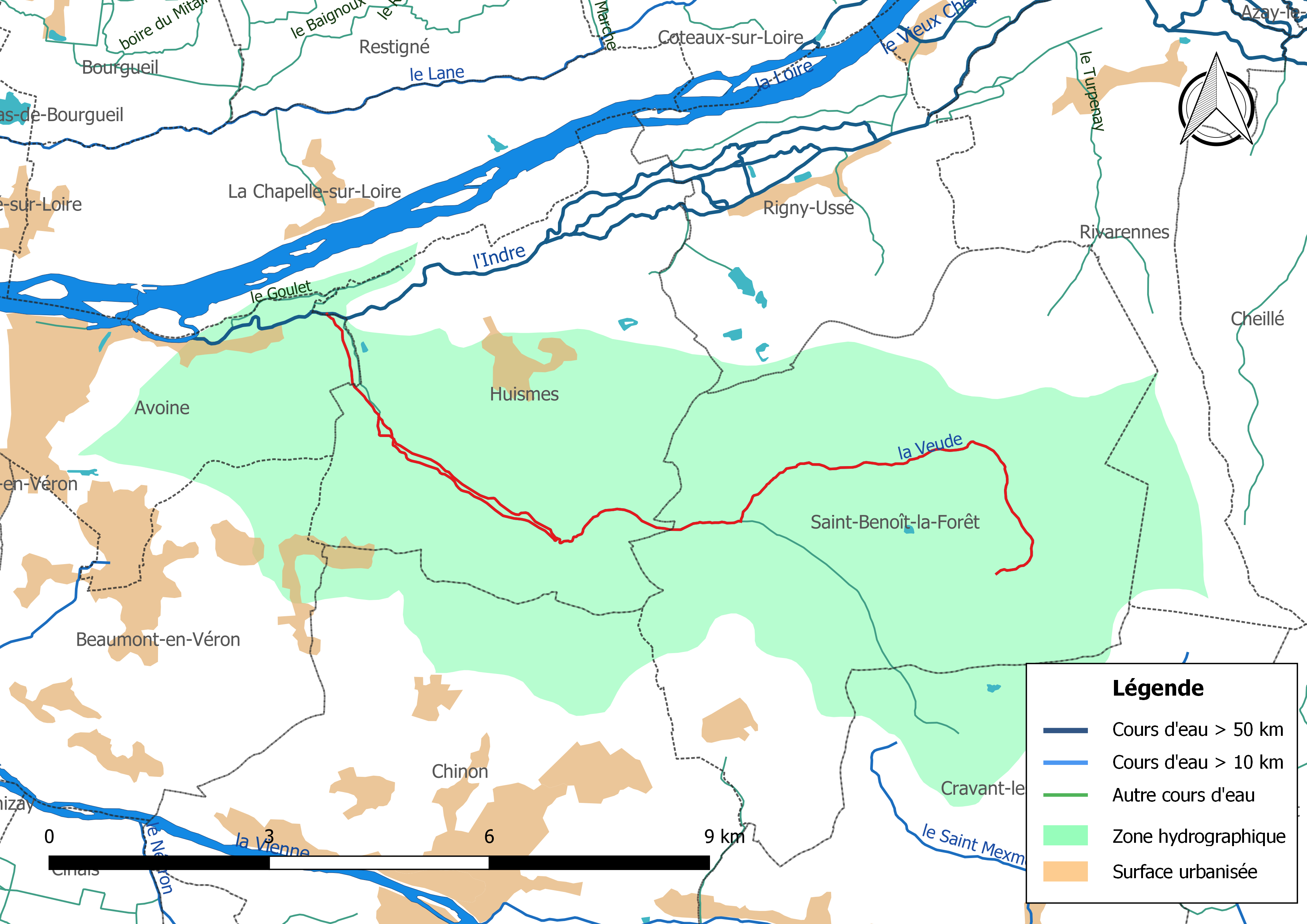
Cours d'eau la Veude et son bassin versant.

Les bassins hydrographiques sont découpés dans le référentiel national BD Carthage en éléments de plus en plus fins, emboîtés selon quatre niveaux : régions hydrographiques, secteurs, sous-secteurs et zones hydrographiques. Le bassin versant de la Veude s'insère dans la zone hydrographique « L'Indre de la Veude (C) à la Loire (Nc)  », au sein du bassin DCE plus large « La Loire, les cours d'eau côtiers vendéens et bretons ».

### Bassin versant
La Veude traverse une seule zone hydrographique « L'Indre de la Veude (C) à la loire (NC) » (K781) pour une superficie de 3 428 km2. Ce bassin versant est composé à 77,86 % de « territoires agricoles », à 18,29 % de « forêts et milieux semi-naturels », à 3,76 % de « territoires artificialisés », à 0,08 % de « surfaces en eau ».

## Pêche et peuplements piscicoles
Sur le plan piscicole, la Veude est classée en deuxième catégorie piscicole. L'espèce biologique dominante est constituée essentiellement de poissons blancs (cyprinidés) et de carnassiers (brochet, sandre et perche). 

## Qualité des eaux

### État des masses d'eau et objectifs
Issu de la Directive cadre européenne sur l’eau (DCE) du 23 octobre 2000, le découpage en masses d’eau permet d'utiliser un référentiel élémentaire unique employé par tous les pays membres de l'Union européenne. Ces masses d’eau servent ainsi d’unité d’évaluation de l’état des eaux dans le cadre de la directive européenne. La  fait partie de la masse d'eau codifiée FRGR0433 et dénommée « La Veude et ses affluents depuis la source jusqu'à la confluence avec l'Indre ».
Le schéma directeur d'aménagement et de gestion des eaux (Sdage) Loire-Bretagne est un document de planification dans le domaine de l’eau. Il définit, pour une période de six ans les grandes orientations pour une gestion équilibrée de la ressource en eau ainsi que les objectifs de qualité et de quantité des eaux à atteindre dans le bassin Loire-Bretagne. L'état des lieux 2013 défini dans la SDAGE 2016 – 2021 et les objectifs à atteindre pour cette masse d'eau sont les suivants,, :
| Code masse d'eau | Libellé masse d'eau                                                           | État écologique 2013 des cours d'eau | État écologique 2013 des cours d'eau | État écologique 2013 des cours d'eau | État écologique 2013 des cours d'eau | Objectifs                  | Objectifs                  | Objectifs                | Objectifs                | Objectifs              | Objectifs              |
| Code masse d'eau | Libellé masse d'eau                                                           | État écologique                      | État biologique                      | État physico-chimie générale         | État Polluants spécifiques           | Objectif d'état écologique | Objectif d'état écologique | Objectif d'état chimique | Objectif d'état chimique | Objectif d'état global | Objectif d'état global |
| ---------------- | ----------------------------------------------------------------------------- | ------------------------------------ | ------------------------------------ | ------------------------------------ | ------------------------------------ | -------------------------- | -------------------------- | ------------------------ | ------------------------ | ---------------------- | ---------------------- |
| FRGR0433         | La Veude et ses affluents depuis la source jusqu'à la confluence avec l'Indre | Moyen                                | Moyen                                | Moyen                                | Bon état                             | Bon état                   | 2027                       | Bon état                 | ND                       | Bon état               | 2027                   |

## Gouvernance

### Échelle du bassin
En France, la gestion de l’eau, soumise à une législation nationale et à des directives européennes, se décline par bassin hydrographique, au nombre de sept en France métropolitaine, échelle cohérente écologiquement et adaptée à une gestion des ressources en eau. La Veude est sur le territoire du bassin Loire-Bretagne et l'organisme de gestion à l'échelle du bassin est l'agence de l'eau Loire-Bretagne.

### Échelle locale
L'organisme gestionnaire est l'EPTB Loire, sis à Orléans.

## Affluents
La Veude a un seul tronçon affluent référencé : le ruisseau du Guettier (rg) 4,5 km, sur les deux communes de Cravant-les-Côteaux (source), et Saint-Benoît-la-Forêt (confluence).
Le rang de Strahler est donc de deux.